# Mieszko lubuski
Mieszko lubuski (ur. pomiędzy 1223 a 1227, zm. 1242) – książę lubuski 1241–1242.
Mieszko był drugim pod względem starszeństwa synem księcia śląskiego Henryka II Pobożnego i królewny czeskiej Anny. Kiedy dnia 9 kwietnia 1241 roku Henryk II poniósł śmierć w bitwie pod Legnicą, Mieszko był już w wieku w którym uznano go za pełnoletniego (a więc miał minimum czternaście lat). Kronikarz wielkopolski wymieniając synów Henryka II Pobożnego określa księcia przydomkiem "Lubuski" – istnieje więc duże prawdopodobieństwo, że właśnie ta ziemia stanowiła dzielnicę Henrykowica wydzieloną mu przez najstarszego Bolesława II Rogatkę. Miała być to dzielnica tymczasowa do momentu dorośnięcia do wieku sprawnego do sprawowania rządów pozostałych braci. Mieszko nie dożył jednak tej chwili, gdyż zmarł najpewniej w 1242 roku. Książę lubuski nie miał dzieci i nigdy się nie ożenił. Spoczął w kościele św. Piotra w Lubuszu.
| 4. Henryk I Brodaty zm. 19 marca 1238         |  |                                          |  |  |                                      |
|                                               |  | 2. Henryk II Pobożny zm. 9 kwietnia 1241 |  |  |                                      |
| 5. Jadwiga z Andechs zm. 14 października 1243 |  |                                          |  |  |                                      |
|                                               |  |                                          |  |  | 1. Mieszko lubuski zm. 1241 lub 1242 |
| 6. Przemysł Ottokar I zm. 15 grudnia 1230     |  |                                          |  |  |                                      |
|                                               |  | 3. Anna Czeska zm. 23 czerwca 1265       |  |  |                                      |
| 7. Konstancja węgierska zm. 6 grudnia 1240    |  |                                          |  |  |                                      |
|                                               |  |                                          |  |  |                                      |